# Stalagtia
Stalagtia is een geslacht van spinnen behorend tot de familie celspinnen (Dysderidae).

## Soorten
- Stalagtia argus Brignoli, 1976
- Stalagtia hercegovinensis (Nosek, 1905)
- Stalagtia kratochvili Brignoli, 1976
- Stalagtia monospina (Absolon & Kratochvíl, 1933)
- Stalagtia skadarensis Kratochvíl, 1970
- Stalagtia thaleriana Chatzaki & Arnedo, 2006